# Sankt Antönien-Ascharina
Sankt Antönien-Ascharina é uma comuna da Suíça, no Cantão Grisões, com cerca de 113 habitantes. Estende-se por uma área de 9,62 km², de densidade populacional de 12 hab/km². Confina com as seguintes comunas: Küblis, Luzein, Saas im Prättigau, Sankt Antönien.
A língua oficial nesta comuna é o Alemão.